# Mary Florence Potts
Mary Florence Potts (nascuda Webber; 1 de novembre de 1850 - 24 de juny de 1922) era una dona de negocis americana i inventora. Va inventar planxes per a la roba amb mànecs de fusta separables que van ser exhibits a la Filadèlfia Exposition World's Fair de 1876 i Chicago World's Fair del 1893. Les seves invencions eren conegudes per tota Amèrica del Nord i el continent europeu al segle XX i van esdevenir les planxes de ferro més populars de les que mai s'han fet.
Potts va rebre la seva primera patent sobre una millora de les planxes convencionals als 19 anys. La seva següent patent va ser una millora de l'anterior, afegint un mànec de fusta separable. Es va produir i vendre a través de l'American Machine Company com un kit de quatre peces amb parts intercanviables. Els seus productes es van distribuir també a través de Montgomery Ward i Sears, Roebuck and Company, i van ser fabricats fins a l'any 1951.

## Biografia
Mary Florence Potts va néixer a Ottumwa, Iowa l'1 de novembre de 1850, filla de Jacob Hanec Webber (de Pennsilvània) i Anna Nancy McGinley (de Pennsilvània). Es va casar amb Joseph Hunt Potts, un home 17 anys més gran que ella, el 7 de juny de 1868, a Ottumwa, Iowa. El seu primer fill, Oscero, va néixer al 1869. Potts i la seva família es va tralladar d'Iowa a Filadèlfia al 1873. Un any més tard, neix la segona filla, Leona, a Pennsilvània, Filadèlfia. Pels volts del 1890, es traslladen a Camden, Nova Jersey, on el marit i el fill van treballar com a químics. En Joseph va morir al 1901, i ella va esdevenir, al 1910, copropietària, junt amb l'Oscero, de Potts Manufacturing Company, que produïa béns òptics. Va morir a Baltimore el 24 de juny de 1922 i va ser enterrada al New Camden Cementery, Camden, Nova Jersey.

## Invencions
A Potts se l'associa amb les planxes de ferro, amb les que va començar fent millores als 19 anys d'edat. Va aconseguir la seva primera patent al 1870 per una planxa de mànec de fusta. El seu disseny aportava comoditat d'ús al reemplaçar el mànec de metall que s'escalfava amb l'ús front la fusta que romania fresca i que era més còmode d'aguantar.
Les planxes convencionals de ferro del segle xix pesaven de 2,5 kg a 4,5 kg i s'havien d'escalfar a una estufa. Estaven tan calentes que s'havien d'agafar amb draps per no cremar-se els dits. Un altre desavantatge de les planxes convencionals era que el planxat s'aturava quan la planxa es refredava i s'havia de tornar a escalfar. Potts va fer millores a la seva invenció de 1870 i va dissenyar un mecanisme per solucionar aquest problema. És la patent dels Estats Units número #113.448. Consistia en un mànec de fusta separable i tres bases de ferro de mides diferents que podrien ser connectades al mànec. L'avantatge del sistema de Potts era que les bases que es refredaven podien ser canviades immediatament per les que ja estaven escalfades, sense haver d'esperar. Les mides diferents responien al tipus de planxat.
Una altra característica de l'enginy de Potts era el mànec de fusta arrodonit separable, que permetia escalfar la base de ferro sense el mànec. D'aquesta manera quedava fora i, per tant, fresc, impedint que els dits es cremessin.
El mecanisme va ser fabricat fins al 1951.

## Llegat
L'invent de Potts va esdevenir un estri domèstic àmpliament utilitzat a les llars dels Estats Units i d'Europa. Les seves patents de diversos estils de planxes van ser les més populars que mai es van fer. Al 1876, a la fira mundial de Filadèlfia, Potts va mostrar el seu invent.[1][20] Feia conferències per tots els Estats Units per promoure la planxa. Al 1891, l'ús de la planxa amb mànec de fusta estava tan estès i era tan popular que es va crear una màquina per a produir-lo en sèrie, se'n feien milers en un sol dia. La seva planxa innovadora va ser també favorita a la fira mundial de Chicago de 1893. Durant el s.XX també va ser molt utilitzada en aquells llocs on encara no arribava l'electricitat.
La seva innovació d'un mecanisme de mànec desmuntable va ser implementat per Gillette al 1901. Gillette Va aplicar el concepte en la forma d'una fulla desmuntable, amb l'opció de reinserir una fulla més afilada. El concepte de les bases intercanviables és el predecessor de les eines de mà portàtils amb bateries intercanviables que permeten substituir l'esgotada per la carregada sense haver d'esperar.